# Sur les quais de Dublin
Albums de Gilles Servat
Les Albums de la Jeunesse
(1994) Touche pas à la Blanche Hermine
(1998)
Sur les quais de Dublin est le seizième album studio de Gilles Servat, paru en 1996 chez Columbia. Gilles Servat chante en français, en breton et en anglais sur ses compositions ou des musiques arrangées par Dónal Lunny et les musiciens irlandais qui participent à l'enregistrement. On retrouve plusieurs musiciens de l'Héritage des Celtes.

## Présentation des chansons
Vieille Ville De Merde  (Dirty Old Town) et The Foggy Dew sont chantées en duo avec Ronnie Drew.
Yezhoù Bihan est chantée en duo avec la chanteuse irlandaise Rita Connolly, exprimant son attachement à la langue bretonne, comme aux autres langues minoritaires..
When Last I Saw You est chantée en duo avec Andy Irvine.

## Titres de l'album
1. Vieille ville de merde  (Dirty Old Town) (Ewan MacColl, adaptation : Gilles Servat) - 3:22
2. Il est des êtres beaux[2] (Gilles Servat) - 5:14
3. Yezhoù bihan (Gilles Servat) - 4:31
4. A White Horse (Gilles Servat) - 4:21
5. Men du (Per Jakez Helias / Gilles Servat)  - 3:40
6. Sur les quais de Dublin (Gilles Servat / Donal Lunny) - 4:01
7. Chantez la vie, l'amour et la mort[3] (Gilles Servat) - 3:59
8. The Foggy Dew (Traditionnel / dernier couplet : Gilles Servat)  - 4:29
9. Ar brezoneg eo ma bro (Per Jakez Helias / Gilles Servat) - 3:06
10. When Last I Saw You (Gilles Servat)   - 4:33
11. Carrickfergus (Traditionnel)  - 4:56
12. Les Derniers Rayons[4] (Gilles Servat / Donal Lunny) - 5:11

## Crédits

### Musiciens
- Dónal Lunny, bouzouki, guitare, bodhrán, claviers
- Noel Bridgeman, percussions
- Nollaig Casey, fiddle
- Ray Fean, batterie
- David Hayes, claviers
- Ronan Le Bars, uilleann pipes
- Eoghan O'Neil, basse
- Didier Squiban piano
- Dan Ar Braz, guitare
- Jacques Pellen, guitare
- Paul Mc Grattan, flûte, tin whistle
- Sharon Shannon, accordéon
- Malachy Robinson, contrebasse
- Martine Beck, chœurs
- Marijo Pergal, chœurs

avec
- Bagad Roñsed-Mor de Locoal-Mendon

### Enregistrement
- Enregistré et mixé à Windmill Lane Recording studios – Dublin – par Brian Masterson et Conan Doyle.
- Le Bagad Lokoal-Mendon est enregistré au Plateau des 4 vents – Lorient - par Brian Masterson.
- Arrangements : Donal Lunny, Gilles Servat, Eoghan O'Neil, David Hayes, Ray Fean